# Maigret und die Bohnenstange (Hörspiel, 1961)
Maigret und die Bohnenstange ist ein Hörspiel nach dem gleichnamigen Kriminalroman des belgischen Schriftstellers Georges Simenon, das 1961 vom Bayerischen Rundfunk mit Paul Dahlke in der Titelrolle nach der Übersetzung von 1956 durch Ernst Sander realisiert wurde. Bereits 1959 gab es vom Südwestfunk eine Inszenierung unter der Leitung von Gert Westphal mit identischer Textvorlage und anderen Sprechern, die jedoch bis heute nicht auf Tonträger erhältlich ist.
In dem Kriminalroman löst Titelheld Jules Maigret dank der Hilfe einer ehemaligen Prostituierten, die den Spitznamen „die Bohnenstange“ trägt, den Mord an der Ehefrau eines Zahnarztes, wobei zu Anfang noch nicht einmal eine Leiche vorhanden ist.

## Inhalt
Das Hörspiel spielt in den Sommermonaten Anfang der 1950er-Jahre in Paris beziehungsweise dessen Vorstadt Neuilly. An einem hochsommerlichen Donnerstag leiden Maigret und seine Kollegen im Quai des Orfèvres bereits vormittags unter der Hitze. Da erhält der Kommissar unerwarteten Besuch.
Ernestine Jussiaume, geborene Micou, aufgrund ihrer Körperlänge die „Bohnenstange“ genannt, eine „Ehemalige“ bittet den Kommissar um Hilfe. Dieser hatte sie zehn Jahre zuvor kurzerhand in der Rue de Lune nackt von seinen Gendarmen in ein Tischtuch wickeln lassen, weil sie sich alkoholisiert weigerte zwecks einer Vernehmung in einem Eigentumsdelikt im Hauptquartier zu erscheinen und sich daher nicht bekleiden wollte. Sie hatte damals ihre Freundin Lulu durch Verweigerung der Aussage schützen wollen. Wie sich Maigret resolut aus der Situation gezogen hatte, brachte ihm wohl den Respekt der Frau ein. Ernestine macht sich große Sorgen um ihren Ehemann Alfred, „den Trauerkloß“.
Der frühere Angestellte der Tresorfirma Blanchard „arbeitet“ seit Jahren auf der „Gegenseite“ auf eigene Rechnung, indem er nun sein Wissen und seine Fertigkeiten nutzt, um die Geldschränke seines früheren Arbeitgebers zu plündern, insbesondere jene, die er vor Jahren selbst eingebaut hat. Als er eines Nachts im Arbeitszimmer dabei ist, den Tresor des Zahnarztes Guilleaume Serre in Neuilly aufzubrechen, fällt das Licht kurzzeitig auf das Gesicht eines weiblichen Leichnams, der Blut auf der Brust und einen Telefonhörer in der Hand hat. Panisch flieht er mit dem Zug außer Landes, um nicht mit dem Mord in Verbindung gebracht zu werden. Ernestine beichtet er nur kurz per Telefon vor seiner Abreise vom Gare du Nord von dem Erlebten und bleibt mit codierten Postkarten mit ihr in Kontakt. Da dem Kommissar weder eine Vermisstenmeldung, ein Einbruch noch ein Mordfall in dieser Gegend gemeldet wurde, muss Maigret den Hinweis anzweifeln. Somit macht Maigret sich selbst auf den Weg zum Haus Serres, um sich ein Bild von dem womöglichen Fall zu machen und zunächst nur den eventuellen Einbruch zu verfolgen.
In Neuilly wird er in der Rue de la Ferme von der Mutter des Hausherrn, einer alten Dame von Mitte 70 förmlich und katzenfreundlich empfangen, die bestimmt verneint, dass bei ihnen eingebrochen wurde. Das Fenster wäre bereits bei einem Unwetter eine Woche zuvor zerbrochen. Daraufhin wäre es jedoch von ihrem Sohn selbst, der alles Mögliche im Haus eigenständig repariert, wiederhergestellt worden. Serre selbst ist abweisend bis zur Unhöflichkeit („Mein Sohn legt nicht allzuviel Wert auf Laufkundschaft.“) und will Maigret abkanzeln, was der Kommissar jedoch souverän kontert. Als Maigret erfährt, dass Serres Ehefrau Marie an diesem Wochenende ihren Mann für immer verlassen wollte, schöpft der Ermittler allmählich Verdacht, dass mehr an der Geschichte Ernestines sein könnte. Doch sowohl Mutter als auch Sohn Serre betonen, dass die Trennung in beiderseitigem Einverständnis stattgefunden habe – man habe sogar noch zusammen zu Abend gegessen, bevor Monsieur Serre seine Frau mit seinem Wagen zum Bahnhof gefahren habe.
Vom Hausmädchen der Familie, Eugénie, erfährt Maigret nun die entscheidenden nächsten Hinweise: die Ehe zwischen der gebürtigen Niederländerin beziehungsweise Nordfriesin Marie von Aerts und Guillaume Serre war wegen dessen Gefühlskälte und der unverhüllten Eifersucht der Schwiegermutter unglücklich, Serres erste Ehefrau starb bereits in jungen Jahren an einem Herzinfarkt, er selbst und auch Marie sind herzkrank, sein eigener Vater starb ebenfalls am Infarkt, als Guillaume im Teenageralter war. In beiden Fällen erbte er eine nicht unbeträchtliche Summe. Da auch weitere Befragungen der Hausbewohner und eine Hausdurchsuchung keine weiteren Indizien für einen Mord erbringen, lässt Maigret das Haus observieren und den in der Garage stehenden Wagen der Serres heimlich von einem Spurentechniker untersuchen: Doch außer auffälligen Kratzern von einem schweren Koffer an der Ladekante ist nichts Auffälliges zu finden. Dank einer Aussage einer aufmerksamen Nachbarin kann Maigret belegen, dass Monsieur Serre seinen Wagen doch des Nachts erneut bewegt hat. Auch weiterhin sind dem Kommissar die Hände gebunden. Erst der Briefwechsel mit Maries engster Freundin in Amsterdam, Gertrude Coostine, und deren weiteren Aussagen helfen ihm in doppelter Hinsicht, da er mit ihrer offiziellen Vermisstenmeldung bei den niederländischen Behörden endlich regelrechte Ermittlungen anstellen kann. Gertrude berichtet ihm neben vielen Details davon, dass Marie im Besitz einer kleinen Pistole gewesen sei, von dem sie bei einem weiteren Schwächeanfall Gebrauch machen werde, da sie fürchte, von ihrer Schwiegermutter vergiftet zu werden. Als Marie dies Madame Serre senior drohte, habe diese über ihren Sohn darauf bestanden, dass die Kugeln aus der Waffe entfernt werden müssen. Allerdings habe Marie Reservemunition besessen, mit der sie die Waffe unverzüglich nachgeladen habe.
Als Maigret bei dem in der Nähe befindlichen Haushaltswarenhändler kontrolliert, ob Serre, der dort aufgrund seiner zahlreichen „Do-it-yourself“-Arbeiten ein Konto, auch die Materialien am fraglichen Tag erworben hatte, stellt er fest, dass Serre wenig später erneut das Fenster repariert haben musste. Mit dem Kontobuch konfrontiert, knickt Serre beim Verhör im Hauptquartier ein und behauptet zunächst, dass es sich um Devisenschmuggel und Steuerhinterziehung gehandelt habe, an dem sich selbst Marie bei ihren früheren Reisen in ihr Vaterland beteiligt haben, was auch den schweren Koffer mit doppelten Boden erklärt hätte. Da der Kommissar parallel dazu Madame Serre senior verhört und mittels einer im Zeugenzimmer platzierten Ernestine indirekt Druck als vermeintlich brutaler Polizist ausübt, will Monsieur Serre die Schuld für den Tod Maries auf sich nehmen. Doch Maigret provoziert seine Mutter, die aus Habgier sowohl ihren eigenen Mann als auch ihre Schwiegertöchter umgebracht hat, um vordergründig weiterhin die erste und einzige Frau in Guillaumes Leben bleiben zu können. Da Marie ihre Waffe zur Abwehr zog, Monsieur Serre sie zum Schutz seiner Mutter seinerseits erschoss, hatten die Serres es jedoch diesmal mit einer Leiche zu tun, die man nicht als natürlichen Todesfall ausgeben konnte. Somit versenkte man ihre Leiche innerhalb des Koffers in der nahegelegenen Seine. Madame Serre senior hatte jedoch – wie Maigret abschließend darlegte – unter dem Druck sogar erwogen ihren eigenen Sohn in einer Verhörpause eine falsche Dosis eines Herzmedikaments zu verabreichen, um sich selbst in Sicherheit zu bringen. Dies erklärt auch ihr unnachgiebiges Drängen auf ein Treffen mit ihrem Sohn. Ihr eigentliches Tatmotiv war somit nicht Mutterliebe, sondern Habgier.
Durch die Aufklärung des Mordes kann der „Trauerkloß“ nun wieder zurück nach Paris kommen. Er muss dank Maigret keine weitere Strafverfolgung in diesem Fall fürchten, auch wenn seine Ernestine daran zweifelt, dass er irgendwann seinen Traum vom perfekten Einbruch aufgeben wird, damit beide auf dem Land leben können.

## Hintergrund

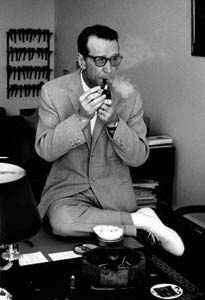
Georges Simenon, 1963, Foto von Erling Mandelmann

Neuilly ist ein Vorort von Paris, in der die  Rue de la Ferme parallel zum Boulevard Richard-Wallace verläuft. Zwischen 1936 und 1938 hatte der Schriftsteller Simenon ein Apartment am Boulevard Richard-Wallace gemietet, sodass ihm die Umgebung geläufig war.
Anders als in vielen anderen Maigret-Romanen taucht Madame Maigret häufig in der Geschichte auf, jedoch nicht als Katalysator der Geschichte, sondern lediglich, um durch ihre Kommentare zu betonen, wie selten sie ihren Mann zu Gesicht bekommt. Der Kommissar geht sogar so weit, seine Frau zum improvisierten Diner in die dem Tatort nahegelegene Wirtschaft zu laden, da man dort zum einen „ein exzellentes Bier“ habe und zum anderen er dabei der weiteren Observierung nahe bleiben könne. Überhaupt scheint der Kommissar bei seinen Nachforschung zuweilen mehr Wert auf die kühlende Erfrischung durch diverse Alkoholika zu legen („ein schönes kühles Bierchen aus der Brasserie?“ – „bis es hier ist, ist es warm!“; „Nichts Neues Chef! – Doch, lass uns in der Kneipe ein schönes kühles Bier trinken!“ [5. 0:15]) als es in manch anderem Roman der Reihe der Fall ist und trägt wie stets die Sorge nach seinem Tabaksbeutel.
Bei seinen Ermittlungen verlässt sich Maigret einerseits auf seine direkten Unterredungen mit den Serres und andererseits der Zuarbeit seiner ermittelnden Beamten. Die interessante Hinweise lässt Simenon jedoch seinen Romanhelden stets selbst erfragen, auch wenn der alles entscheidende Hinweis, sprich der Eintrag im Kontobuch des Haushaltswarenhändlers, mehr dem „Zufallsprinzip“ entspringt. Außerdem spielt das Telefon, mit denen er die zielführenden Hinweise aus den Niederlanden erhält und den Kontakt zu seinen ermittelnden Beamten behält, eine entscheidende Rolle, auch wenn Anfang der 1950er Jahre zeitgemäß noch alle Gespräche über die Telefonzentrale laufen.
Auf Sanders Übersetzung und Gert Westphals Bearbeitung basierten beide deutschsprachigen Hörspieladaptionen von 1959 und 1961, die von unterschiedlichen Radiosendern und Sprechern eingespielt wurden. Letztere Fassung war mit Dahlke, Hans Clarin, Rolf Boysen und Hanne Wieder prominenter besetzt und ist bis heute die einzige, die auf Tonträger erhältlich ist, da sie der Audio Verlag 2005 in einer Sonderauflage zusammen mit vier anderen Maigret-Hörspielen neu veröffentlichte. Die anderen Hörspiele der Sonderausgabe waren beispielsweise Maigret und der gelbe Hund und Maigret und seine Skrupel.
Hauptdarstellerin Gertrud Spalke verstarb bereits ein Jahr nach dieser Hörspielaufnahme, womit diese als eines der letzten Tondokumente ihrer Stimme noch aufgewertet wird. Überhaupt sind die ausgefeilten Rededuelle zwischen ihr und Paul Dahlke die Kernpunkte der Hörspielhandlung.

## Rezension
Im Zusammenhang mit den Hörspieladaptionen wurde die zugrunde liegende Ruhe der beschriebenen Fälle gelobt: „Das Reizvolle an Simenons Werken ist die Ruhe, die sie ausstrahlen. Simenon hat nie Action-Krimis geschrieben. Der Erzählstil gleicht einem langsam fließenden Fluss. Hier haben die handelnden Personen genug Zeit, sich vor den Augen des Lesers nachvollziehbar zu entwickeln.“
Andere Stimmen verglichen die Adaption eher mit dem Stil der zeitnahen Paul Temple-Umsetzungen der Kriminalromane Francis Durbridges mit René Deltgen: „Kommissar Maigret, welcher von dem bekannten Schauspieler Paul Dahlke verkörpert wird, ist ein eher unangenehmer Zeitgenosse. Sein Auftreten zeugt weniger von den Manieren eines Gentleman wie Paul Temple, sondern eher vom Schlage ‚Ich Chef – Du nix‘. Die Person Maigret wird nicht über Emotionen vermittelt, denn selbst zu seiner eigenen Frau hält Maigret eine eher bittere Distanz, spricht er sie doch immer mit ‚Frau Maigret‘ an. Die Geschichten an sich sind kurzweilig und erstrecken sich allesamt jeweils über eine CD. Da ist es natürlich auch nicht verwunderlich, daß die Handlung keine große Tiefe bekommt und der Kreis der Personen relativ überschaubar und klein gehalten wird. Dabei ist es zwar nicht voraussehbar, wer am Ende der Täter ist – allerdings will auch keine wirkliche Überraschung eintreten. Maigrets Fälle kommen ohne Blut, mit wenigen Schüsse und mit unspektakulären Leichen aus.“

## Vorlagen
- Maigret et la Grande Perche. Presses de la Cité, Paris 1951.
  - Maigret und die Bohnenstange. Deutsche Übersetzung von Ernst Sander, KiWi, Stuttgart 1956.
  - Maigret und die Bohnenstange. Deutsche Übersetzung von Guy Montag, Diogenes Verlag, Zürich 1991, ISBN 3-257-20808-1.